# Karpinsk
Karpinsk (del ruso: Карпинск) es una ciudad del Óblast de Sverdlovsk en Rusia. Está localizada sobre el río Turya (cuenca del río Obi) a 436 kilómetros al norte de Ekaterimburgo, el centro administrativo del óblast. La ciudad lleva el nombre en conmemoración al mineralogista y geólogo Aleksandr Karpinski.

## Historia
El asentamiento de Bogoslovsk (Богосло́вск) fue fundado entre 1759 y 1769. Siguió siendo uno de los mayores centros de producción de cobre en los Urales hasta 1917. Los depósitos de carbón comenzaron a extraerse en 1911. En 1941, el asentamiento de Bogoslovsky (Богосло́вский) se fusionó con el asentamiento cercano de Ugolny (У́гольный) para formar la ciudad de Karpinsk.
De 1945 a 1949, cerca de Karpinsk, hubo un campo de trabajos forzados para alemanes rusos y civiles alemanes, que habían sido traídos aquí desde Prusia Oriental y Pomerania como trabajadores forzados. Eran mujeres y hombres entre 15 y 65 años. Los que trabajaban entre ellos tenían que trabajar en la minería del carbón (a cielo abierto, lignito abultado), construcción de viviendas, construcción de carreteras o en la cantera, en parte también como artesanos en diferentes empresas. Estacionalmente, las brigadas laborales fueron utilizadas como trabajadores forestales en la taiga. Además, el campo de prisioneros de guerra 504 en Karpinsk existió para los prisioneros de guerra alemanes durante la Segunda Guerra Mundial.

## Demografía
| Gráfica de evolución de Karpinsk entre 1815 y 2020 |
|                                                    |
| Fuente: «ВПН-2010».                                |

La población está disminuyendo a medida que la tasa de mortalidad en la ciudad supera la tasa de natalidad. Los datos sobre los cambios en la población durante los años de desarrollo de la ciudad se presentan en la tabla.
Composición nacional: rusos, alemanes, tártaros, ucranianos, bielorrusos, etc.

## Estado administrativo y municipal
En el marco de las divisiones administrativas, junto con la ciudad de Volchansk y diez localidades rurales, incorporada como la Ciudad de Karpinsk una unidad administrativa con un estatus igual al de los distritos. Como división municipal, Karpinsk y ocho localidades rurales se incorporan como Karpinsk Urban Okrug. La ciudad de Volchansk, junto con las dos localidades rurales restantes, se incorpora por separado como Volchansky Urban Okrug.